# Dave Labrecque
David Labrecque, dit Dave Labrecque, (né le 27 janvier 1990 à Vanier, dans la province de Québec au Canada) est un joueur professionnel canadien de hockey sur glace.

## Carrière de joueur
Après avoir commencé sa carrière avec l'AssurExperts de Québec de la Ligue de hockey junior AAA du Québec et les Cataractes de Shawinigan de la Ligue de hockey junior majeur du Québec, il est repêché par les Flyers de Philadelphie lors du repêchage de 2009.
À l'automne 2011, il participe au Trophée européen avec le EC Red Bull Salzbourg.
Le 14 septembre, il est libéré par l'équipe. Il participe ensuite au camp d'entraînement des Killer Bees de la vallée du Rio Grande de la Ligue centrale de hockey, puis le 22 octobre, il se joint à l'Isothermic de Thetford Mines de la Ligue nord-américaine de hockey. Il ne marque que quatre buts durant cette saison. L'Isothermic de Thetford Mines remporte la Coupe Canam 2012.
En juin 2012, il tente de relancer sa carrière en Europe en signant chez les Diables rouges de Briançon. L'équipe est éliminée en demi finale de coupe de la ligue par Angers. Elle évince Marseille, Morzine-Avoriaz, Dijon puis Grenoble 4-1 en demi-finale de Coupe de France puis bat Angers 2-1 lors de la finale au Palais omnisports de Paris-Bercy. Après un temps d'adaptation, il devient un élément clé de l'équipe de Luciano Basile. Il voit sa production offensive décoller à partir du début de l'année 2013 comme celle de son partenaire de ligne, l'international slovène Boštjan Goličič. En championnat, Briançon termine la saison régulière à la troisième place. L'équipe élimine Strasbourg en quatre matchs lors des quarts de finale. Futur champion de France, Rouen met fin à la saison des briançonnais trois victoires à une au stade des demi-finales.
Les briançonnais remportent le match des champions 2013 face à Rouen 4-2. En Coupe de France, les Diables rouges atteignent le stade des demi-finales où ils sont éliminés 2-4 face à Rouen. Briançon s'incline contre cette même équipe en demi-finale de Coupe de la Ligue. Le 22 décembre 2013, ils remportent 5-4 face à Grenoble le Winter Game, match de saison régulière disputé au Stade des Alpes. Deuxièmes de la saison régulière, les briançonnais éliminent Villard-de-Lans trois matchs à un puis Dijon en quatre matchs secs. Lors de la finale, Ils affrontent Angers et s'imposent quatre victoires à trois. Lors du septième et dernier match, le 6 avril 2014, les Ducs mènent 1-0 grâce à Braden Walls à la patinoire René Froger. Les Diables rouges réagissent en supériorité numérique et l'emportent 5-1. Briançon décroche la Coupe Magnus, trophée récompensant le champion de France, pour la première fois de son histoire.

## Statistiques
| Saison    | Équipe                        | Ligue            |    | Saison régulière | Saison régulière | Saison régulière | Saison régulière | Saison régulière |   | Séries éliminatoires | Séries éliminatoires | Séries éliminatoires | Séries éliminatoires | Séries éliminatoires |
| Saison    | Équipe                        | Ligue            | PJ | B                | A                | Pts              | Pun              | PJ               | B | A                    | Pts                  | Pun                  |                      |                      |
| 2006-2007 | Cataractes de Shawinigan      | LHJMQ            | 4  | 1                | 0                | 1                | 0                | -                | - | -                    | -                    | -                    |                      |                      |
| 2007-2008 | AssurExperts de Québec        | LHJAAAQ          | 36 | 17               | 30               | 47               | 22               | -                | - | -                    | -                    | -                    |                      |                      |
| 2007-2008 | Cataractes de Shawinigan      | LHJMQ            | 22 | 4                | 7                | 11               | 26               | 5                | 1 | 2                    | 3                    | 6                    |                      |                      |
| 2008-2009 | Cataractes de Shawinigan      | LHJMQ            | 59 | 13               | 48               | 61               | 76               | 20               | 3 | 16                   | 19                   | 34                   |                      |                      |
| 2009-2010 | Cataractes de Shawinigan      | LHJMQ            | 63 | 23               | 40               | 63               | 88               | 4                | 1 | 1                    | 2                    | 4                    |                      |                      |
| 2010-2011 | Cataractes de Shawinigan      | LHJMQ            | 58 | 27               | 48               | 75               | 57               | 12               | 6 | 7                    | 13                   | 18                   |                      |                      |
| 2011      | EC Red Bull Salzbourg         | Trophée européen | 8  | 0                | 0                | 0                | 4                | -                | - | -                    | -                    | -                    |                      |                      |
| 2011-2012 | Isothermic de Thetford Mines  | LNAH             | 23 | 1                | 5                | 6                | 4                | 9                | 3 | 3                    | 6                    | 2                    |                      |                      |
| 2012-2013 | Diables rouges de Briançon    | Ligue Magnus     | 26 | 19               | 14               | 33               | 12               | 8                | 4 | 8                    | 12                   | 6                    |                      |                      |
| 2012-2013 | Diables rouges de Briançon    | CdF              | -  | -                | -                | -                | -                | 5                | 2 | 10                   | 12                   | 8                    |                      |                      |
| 2012-2013 | Diables rouges de Briançon    | CdlL             | 6  | 1                | 4                | 5                | 6                | 4                | 0 | 3                    | 3                    | 6                    |                      |                      |
| 2013      | Diables rouges de Briançon    | MdC              | 1  | 0                | 0                | 0                | 0                | -                | - | -                    | -                    | -                    |                      |                      |
| 2013-2014 | Diables rouges de Briançon    | CdlL             | 5  | 4                | 6                | 10               | 8                | 4                | 2 | 2                    | 4                    | 10                   |                      |                      |
| 2013-2014 | Diables rouges de Briançon    | CdF              | -  | -                | -                | -                | -                | 3                | 5 | 4                    | 9                    | 14                   |                      |                      |
| 2013-2014 | Diables rouges de Briançon    | Ligue Magnus     | 25 | 16               | 34               | 50               | 26               | 15               | 6 | 20                   | 26                   | 28                   |                      |                      |
| 2014      | Diables rouges de Briançon    | MdC              | 1  | 0                | 1                | 1                | 2                | -                | - | -                    | -                    | -                    |                      |                      |
| 2014-2015 | Diables rouges de Briançon    | LdC              | 6  | 2                | 1                | 3                | 6                | -                | - | -                    | -                    | -                    |                      |                      |
| 2014-2015 | Diables rouges de Briançon    | CdlL             | 6  | 2                | 3                | 5                | 2                | -                | - | -                    | -                    | -                    |                      |                      |
| 2014-2015 | Diables rouges de Briançon    | CdF              | -  | -                | -                | -                | -                | 3                | 1 | 3                    | 4                    | 6                    |                      |                      |
| 2014-2015 | Diables rouges de Briançon    | Ligue Magnus     | 25 | 9                | 22               | 31               | 40               | 8                | 0 | 5                    | 5                    | 16                   |                      |                      |
| 2015-2016 | Brûleurs de Loups de Grenoble | Ligue Magnus     | 16 | 4                | 9                | 13               | 14               | 5                | 0 | 0                    | 0                    | 10                   |                      |                      |
| 2016-2017 | Rapaces de Gap                | Ligue Magnus     | 19 | 6                | 15               | 21               | 41               | 2                | 0 | 0                    | 0                    | 0                    |                      |                      |
| 2017-2018 | Lions de Lyon                 | Ligue Magnus     | 38 | 14               | 26               | 40               | 75               | 6                | 3 | 3                    | 6                    | 16                   |                      |                      |
| 2018-2019 | EHC Lustenau                  | AlpsHL           | 19 | 6                | 19               | 25               | 19               | -                | - | -                    | -                    | -                    |                      |                      |
| 2018-2019 | Assurancia de Thetford        | LNAH             | 15 | 10               | 16               | 26               | 16               | 11               | 3 | 13                   | 16                   | 6                    |                      |                      |
| 2019-2020 | Assurancia de Thetford        | LNAH             | 29 | 11               | 21               | 32               | 14               | -                | - | -                    | -                    | -                    |                      |                      |
|           |                               |                  |    |                  |                  |                  |                  |                  |   |                      |                      |                      |                      |                      |
| 2021-2022 | Assurancia de Thetford        | LNAH             | 21 | 5                | 18               | 23               | 8                | 13               | 3 | 10                   | 13                   | 10                   |                      |                      |
| 2022-2023 | Assurancia de Thetford        | LNAH             | 31 | 13               | 31               | 44               | 30               | 15               | 7 | 9                    | 16                   | 20                   |                      |                      |
| 2023-2024 | Assurancia de Thetford        | LNAH             | 30 | 10               | 17               | 27               | 36               | 12               | 2 | 3                    | 5                    | 24                   |                      |                      |